# La terra degli aquiloni
La terra degli aquiloni è il ventesimo ed ultimo album di soli inediti del cantautore italiano Giuseppe Mango, pubblicato il 24 maggio 2011 dall'etichetta discografica Columbia/Sony Music.  

## Il disco
Il singolo di lancio è stato La sposa, il secondo La terra degli aquiloni, uscito il 16 settembre. Alla registrazione del disco hanno partecipato anche i due figli, Filippo e Angelina, nonché la moglie Laura Valente, in una originale reinterpretazione di Starlight di The Supermen Lovers.

## Tracce
CD (Columbia 88697919582 (Sony) / EAN 0886979195820)
1. La terra degli aquiloni (Mango)
2. La sposa (Pasquale Panella, Mango)
3. Dignitose arrendevolezze (Mango)
4. Guarda l'Italia che bella (Mango)
5. Dove ti perdo (Mango)
6. Chiamo le cose (Pasquale Panella, Mango)
7. Tutto tutto (Pasquale Panella, Mango)
8. Volver (musica: Carlos Gardel, testo: Alfredo Le Pera)
9. Il Pazzo (Mango)
10. Starlight (G. Atlan, M. Hoffman)
11. Il rifugio (Maurizio Fabrizio, Guido Morra)

## Formazione
- Mango - voce, pianoforte
- Carlo De Bei - chitarra, cori
- Rocco Petruzzi - tastiera, programmazione
- Flavio Sala - chitarra classica in Volver
- Giancarlo Ippolito - batteria
- Nello Giudice - basso
- Filippo Mango - batteria in Starlight
- Paolo Costa - contrabbasso
- Laura Valente, Angelina Mango - cori in Starlight

## Classifiche
| Paese  | Posizione raggiunta |
| ------ | ------------------- |
| Italia | 5                   |

## Riconoscimenti
L'album riceve il Premio Lunezia per le qualità musical-letterarie.